# Paliotto del duomo di Monza
Il paliotto del duomo di Monza è opera dell'orafo milanese Borgino dal Pozzo. È custodito nella basilica di San Giovanni Battista a Monza, davanti all'altare al centro del presbiterio.

## Descrizione
L'opera, di argento dorato, sbalzato, cesellato e contornata di smalti traslucidi, fu commissionata dal vicario generale del duomo, Graziano d'Arona, e richiese otto anni di lavoro, dal 1350 al 1357, al suo creatore, l'orafo milanese Borgino dal Pozzo.
Diviso in sedici scomparti narra altrettanti episodi della vita di san Giovanni Battista.
Le scene si sviluppano da sinistra in alto, orizzontalmente su tre registri. Il racconto è interrotto al centro da una mandorla con l'episodio del Battesimo di Cristo nel Giordano. Le formelle rappresentano:
- L'angelo che appare a Zaccaria
- L'Annunciazione e la Visitazione
- La nascita del Battista
- L'imposizione del nome
- Giovanni Battista penitente
- Il battesimo della folla
- La predicazione del Battista
- Giovanni proclama il Cristo
- Il Battista rimprovera Erode
- La prigionia di Giovanni
- Un miracolo di Cristo
- Il banchetto di Erode e la danza di Salomè
- La decollazione del Battista
- Salomè porge ad Erodiade la testa del Battista
- Discesa al limbo del Battista
- La sepoltura del corpo di Giovanni